# Julien l'Antécesseur
Julien l'Antécesseur (en grec ᾿Ιουλιανὸς ᾿Αντικένσωρ, en latin Julianus antecessor) est un auteur byzantin, écrivant en grec et en latin, qui vécut sous le règne de l'empereur romain d'Orient Justin II (565-578).
On ne sait rien de lui, ni le lieu où il enseignait, ni ses dates de naissance et de mort.
On connaît de lui quatre épigrammes, qui lui sont attribuées soit avec le titre d’antecessor (professeur attaché à la formation de la jeunesse en matière de législation), soit de scolasticus (savant).
Le caractère facétieux de ces épigrammes contraste avec l'austérité qu'on attend d'un antecessor et d'un scolasticus. La poésie et l'écriture de pièces légères semblent avoir été le délassement de ce professeur qui a aussi traduit du grec au latin les Novelles de Justinien, et rédigé une collation des lois mosaïque et romaine, appelée plus tard lex Dei ou « loi de Dieu ».